# Андреев, Фёдор Андреевич
Фёдор Андреевич Андре́ев (1879—1952) — советский патофизиолог, клиницист, доктор медицины.

## Биография
Родился 8 (20) июля 1879 года в Вильно.
Учился на медицинском факультете Варшавского университета, затем — Московского университета (вып. 1906) — ученик А. Б. Фохта.
В 1906—1907 годах был ассистентом кафедры общей патологии Московского университета; в 1907—1918 годах был ассистентом кафедры общей патологии медицинского факультета Московских Высших женских курсов, после преобразования которых в 1918 году во 2-й МГУ) был с 1921 года заведующим кафедрой общей патологии и терапии химико-фармакологического факультета (до 1933); доктор медицины с 1917 года. В 1917—1919 и 1921—1924 по совместительству заведовал кафедрой частной патологии и терапии внутренних болезней в Московской Высшей медицинской школе.
В 1919—1921 годах — в РККА: начальник санитарного отряда и начальник госпиталя.
В 1933—1938 годах — заведующий кафедрой патологической физиологии БелГМИ (Минск), в 1938—1941 — профессор Высшей ветеринарной академии. 
Во время войны: заведующий отделением экспериментальной терапии Института гигиены труда и профзаболеваний имени В. А. Обуха (1941-43), зав. кафедрой (1941—1942) и профессор (1942—1944) кафедры нормальной физиологии СвГМИ. Одновременно — консультант свердловских военных госпиталей.
В 1945—1952 годах — заведующий кабинетом церебропатологии и терапии Института общей и экспериментальной патологии АМН и одновременно руководитель отделения церебропатологии в Главном военном госпитале Вооруженных Сил СССР.
Умер 9 декабря 1952 года. Похоронен на Введенском кладбище (уч. 23).

## Награды и премии
- заслуженный деятель науки РСФСР (1941)
- Сталинская премия второй степени (1950) — за исследования, разработки и внедрение в лечебную практику метода лечения длительным сном внутренних заболеваний, опубликованные в издании Главного военного госпиталя АМН СССР (1945—1949)
- Сталинская премия второй степени (1952) — за научные исследования и разработку методов восстановления жизненных функций организма, находящегося в состоянии агонии и клинической смерти
- медали